# Stapfenacker
Stapfenacker ist ein Quartier der Stadt Bern. Es gehört zu den 2011 bernweit festgelegten 114 gebräuchlichen Quartieren und liegt im Stadtteil VI Bümpliz-Oberbottigen, dort im statistischen Bezirk Bümpliz. Angrenzend sind die durch die Eisenbahnlinie getrennten Bethlehemer Quartiere Brünnen und Tscharnergut sowie die Bümplizer Quartiere Fellergut, Bümpliz Dorf, und Winterhale. Im Nordwesten grenzt es an Niederbottigen, dieser Teil gehört ebenfalls noch zu Bümpliz.
Im Jahr 2022 betrug die Wohnbevölkerung 1558 Personen, davon 1161 Schweizer und 397 Ausländer.

## Struktur
Stapfenacker ist vor allem eine Wohnsiedlung mit Ein- und Mehrfamilienhäusern, die in der Zeit des Zweiten Weltkriegs gebaut wurden. So sollte die Wohnungsnot behoben werden – die grossen Gärten dienten auch der Selbstversorgung im Rahmen der Anbauschlacht. Der Aufbau erfolgte in zwei Etappen: 1942–1943 und 1944.
In Stapfenacker hat die Steuerverwaltung des Kantons Bern ihren Sitz. Der Altbau der Primarschule Stapfenacker gehört als eine der ersten schweizweiten Pavillonschulen zu den Kulturgütern von nationaler Bedeutung. 2019 wurde ein Neubau eingeweiht.

## Verkehr
Anschluss in Richtung Zentrum besteht mit der Strassenbahnlinie 7. Der Bus 32 verkehrt tangential zwischen Riedbach Bahnhof und Bümpliz Bachmätteli.